# Tau Koloamatangi

a Compétitions nationales et continentales officielles uniquement.

b Matchs officiels uniquement.
Dernière mise à jour le 10 juillet 2024.
Tau Koloamatangi, né le 3 janvier 1995 à Auckland (Nouvelle-Zélande), est un joueur international tongien de rugby à XV évoluant au poste de pilier. Il joue avec la franchise des Sharks de Miami en Major League Rugby depuis 2024.

## Carrière

### En club
Après être passé par le réputé Wesley College, Tau Koloamatangi commence sa carrière professionnelle avec la province de Waikato lors de la saison 2015 du National Provincial Championship (NPC),. Il joue son premier match le 22 août 2015 contre Manawatu,. Il dispute deux saisons avec cette province, jouant un total de douze matchs (dont quatre titularisations). Il fait également partie en 2015 de l'équipe Development de la franchise des Chiefs.
En 2016, il rejoint le club hongkongais du Valley RFC (en), évoluant en HKRU Premiership,. Il joue cinq saisons avec cette équipe, et remporte deux fois le championnat.
En 2020, il dispute le Global Rapid Rugby avec la franchise hongkongaise des South China Tigers (en). Il est titulaire lors du premier match de la saison face aux Manuma Samoa (en),. Il s'agit cependant de l'unique match qu'il dispute cette année, puisque la saison est immédiatement interrompue à cause de la pandémie de Covid-19.
Il quitte Hong Kong en 2021, et rejoint l'Australie, où il dispute une saison avec le club de Manly en Shute Shield,.
Plus tard la même année, il fait son retour en Nouvelle-Zélande, et s'engage avec la province d'Otago en NPC,.
Grâce à ses performances au niveau provincial, Koloamatangi est recruté par la nouvelle franchise des Moana Pasifika pour la saison 2022 de Super Rugby. Il joue son premier match avec sa nouvelle équipe le 4 mars 2022 contre les Crusaders. Il joue six matchs lors de la saisons, dont aucun en tant que titulaire. Prolongé pour la saison 2023, il joue cette fois quatre rencontres, toujours dans un rôle de remplaçant,.
Laissé libre par les Moana Pasifika, il rejoint au début de l'année 2024 le club australien des Hunter Wildfires (en) en Shute Shield.
En mai 2024, il s'engage avec les Sharks de Miami jusqu'à la fin de la saison de Major League Rugby.

### En équipe nationale
Tau Koloamatangi est sélectionné avec l'équipe de Nouvelle-Zélande des moins de 20 ans en 2014. Il participe au championnat du monde junior 2014 en Nouvelle-Zélande. Il joue cinq matchs lors de la compétition, tandis que son équipe termine à la troisième place,. À nouveau sélectionné l'année suivante, il dispute une nouvelle édition du championnat du monde junior, cette fois en Italie. Il dispute quatre matchs lors du tournoi, que sa sélection remporte.
Après avoir passé trois ans à Hong Kong, il est sélectionné avec la sélection hongkongaise pour participer à la tournée de novembre 2019 en Europe,. Il obtient sa première, et unique, sélection avec cette équipe le 16 novembre 2019 contre la Belgique,.
En vertu de ses origines, il est sélectionné pour la première fois avec l'équipe des Tonga en juin 2021 afin de préparer un test-match face à la Nouvelle-Zélande. Toutefois, alors qu'il est prévu sur la feuille de match pour la rencontre, il en est retiré au dernier moment à cause de soupçons concernant son éligibilité. En effet, sa sélection avec Hong Kong en 2019 le rendrait inapte à représenter les Tonga au niveau international, tandis que de son côté la fédération tongienne affirme que cette sélection n'est pas valable puisque Koloamatangi n'avait alors pas complété ses trois années de résidence sur le territoire hongkongais.
Il est finalement autorisé à représenter les Tonga un an plus tard, et fait partie du groupe tongien retenu pour participer à la tournée de novembre 2022 en Europe. Il obtient sa première sélection avec les Ikale Tahi le 5 novembre 2022 contre l'Espagne à Malaga.
En juin 2023, il est sélectionné au sein du groupe tongien retenu pour préparer la Coupe du monde 2023 en France. Il est ensuite retenu au sein du groupe définitif pour le Mondial français le 21 août 2023. Il joue trois matchs lors de la compétition, tous en tant que remplaçant.

## Palmarès

### En club
- Vainqueur du Championnat de Hong Kong en 2016 et 2017 avec Valley RFC (en).

### En équipe nationale
- Vainqueur du Championnat d'Océanie des moins de 20 ans en 2015 avec la Nouvelle-Zélande.
- Vainqueur du Championnat du monde junior en 2015 avec la Nouvelle-Zélande.

## Statistiques en équipe nationale
- 9 sélections avec les Tonga depuis 2022[4].
- 0 point.

- Participation à la Coupe du monde en 2023 (3 matchs).